# هابی
هابی (به آلمانی: Haby) یک شهر در آلمان است که در رندسبورگ-اکرنفورده واقع شده‌است.
 هابی  ۵۸۸ نفر جمعیت دارد.